# Nephthea grisea
Nephthea grisea är en korallart som först beskrevs av Kükenthal 1895.  Nephthea grisea ingår i släktet Nephthea och familjen Nephtheidae. Inga underarter finns listade i Catalogue of Life.